# Budai út (przystanek kolejowy)
Budai út (węg. Budai út megállóhely) – przystanek kolejowy w Ceglédzie, w komitacie Pest, na Węgrzech.
Przystanek znajduje się na ważnej linii 100 Budapest – Cegléd – Szolnok – Debrecen – Nyíregyháza i obsługuje pociągi regionalne.

## Linie kolejowe
- Linia 100 Budapest – Cegléd – Szolnok – Debrecen – Nyíregyháza